# 마쓰다이라 나리시게
마쓰다이라 나리시게(일본어: 松平成重, 1594년 ~ 1633년 10월 18일)는 에도 시대 초기의 다이묘이다. 시모쓰케 이타바시 번 제2대 번주, 미카와 니시오 번주, 단바 가메야마 번 초대 번주를 지냈다. 가즈나리계 오규 마쓰다이라가(一生系大給松平家) 제2대 당주.
| 전임 마쓰다이라 가즈나리 | 제2대 이타바시 번 번주 (오규 마쓰다이라가) 1604년 ~ 1617년 | 후임 폐번 |

| 전임 혼다 야스토시 | 니시오 번 번주 (오규 마쓰다이라가) 1617년 ~ 1621년 | 후임 혼다 도시쓰구 |

| 전임 오카베 나가모리 | 제1대 단바 가메야마 번 번주 (오규 마쓰다이라가) 1621년 ~ 1633년 | 후임 마쓰다이라 다다아키 |